# Rhynchostylis retusa
Rhynchostylis retusa (L.) Blume è una pianta della famiglia delle Orchidacee diffusa nell'Asia tropicale, dall'India fino alle Filippine.

## Descrizione
È un'orchidea epifita dallo sviluppo monopodiale.
Le foglie coriacee, risultano piuttosto allungate (11–35 cm) e strette (1,2-3,5 cm), dall'apice retuso. L'infiorescenza è un racemo molto fitto con piccoli fiori bianchi e rosa.

## Distribuzione e habitat
La specie è diffusa in India, Sri Lanka, Nepal, Bhutan, Bangladesh, Cina meridionale (Guizhou, Yunnan), ,   Myanmar, Malesia, Thailandia, Laos, Cambogia,  Vietnam, isole Andamane e Nicobare, Indonesia (Borneo, Sumatra, Giava) e Filippine.
Vive su tronchi in piena foresta o ai margini in posizioni fortemente illuminate, ad altitudini comprese tra 300 e 1500 m.